# Euscelidia vallis
Euscelidia vallis är en tvåvingeart som beskrevs av Dikow 2003. Euscelidia vallis ingår i släktet Euscelidia och familjen rovflugor. Inga underarter finns listade i Catalogue of Life.